# Renia thraxalis
Renia thraxalis är en fjärilsart som beskrevs av Walker 1859. Renia thraxalis ingår i släktet Renia och familjen nattflyn. Inga underarter finns listade.